# Diên Bình, Đài Đông

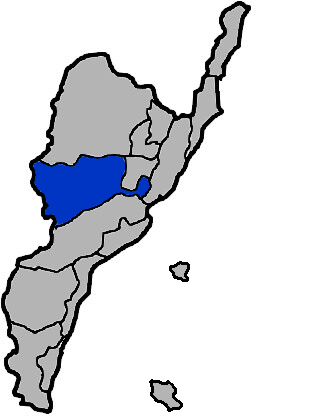
Vị trí tại Đài Đông

Diên Bình (tiếng Trung: 延平鄉; bính âm: Yánpíng xiāng) là một hương (xã) của huyện Đài Đông, tỉnh Đài Loan, Trung Hoa Dân Quốc (Đài Loan). Hương nằm trên dãy núi Trung ương với độ cao từ 400 mét trở lên. Kinh tế của hương chủ yếu phụ thuộc vào nông nghiệp và cư dân đa số là thổ dân Đài Loan. Diện tích của Diên Bình đạt 455,8808 km², dân số vào tháng 8 năm 2011 là 3.558 người thuộc 1.065 hộ gia đình, mật độ cư trú đạt 7,8 người/km².